# Парфеньево (Некоузский район)
Парфеньево — село в Некоузском районе Ярославской области России. 
В рамках организации местного самоуправления входит в Некоузское сельское поселение, в рамках административно-территориального устройства является центром Рожаловского сельского округа.

## География
Расположено в 135 км к северо-западу от Ярославля и в 22 км к северо-западу от райцентра, села Новый Некоуз.

## История
Каменная летняя церковь в селе построена на средства прихожан в 1807 году, теплая церковь и колокольня — в 1889 году. Престолов в ней было три: в летней холодной — во имя Рождества Христова, в теплой церкви: в правом приделе — во имя муч. Параскевы и в левом — во имя св. и чуд. Николая. 
В конце XIX — начале XX века село входило в состав Станиловской волости Мологского уезда Ярославской губернии.
С 1929 года село являлось центром Парфеньевского сельсовета Некоузского района, с 1944 по 1959 год — в составе Масловского района, с 1960 года — центр Рожаловского сельсовета, с 2005 года — в составе Некоузского сельского поселения.

## Население
| 1859 | 1914 | 2002 | 2007 | 2010 |
| ---- | ---- | ---- | ---- | ---- |
| 138  | ↘125 | ↗184 | ↗193 | ↘145 |

Согласно результатам переписи 2002 года, в национальной структуре населения русские составляли 96 % из 184 жителей.

## Инфраструктура
В селе имеются Парфеньевская основная общеобразовательная школа, дом культуры, отделение почтовой связи. 

## Достопримечательности
В селе расположена церковь Рождества Христова (между 1807 и 1889 годами).